# ایسکرا (باشقیرستان)
ایسکرا (انگلیسی: Iskra, Republic of Bashkortostan) یک شهرک در شهرستان ایگلینسکی استان باشقیرستان کشور روسیه است.